# Envida

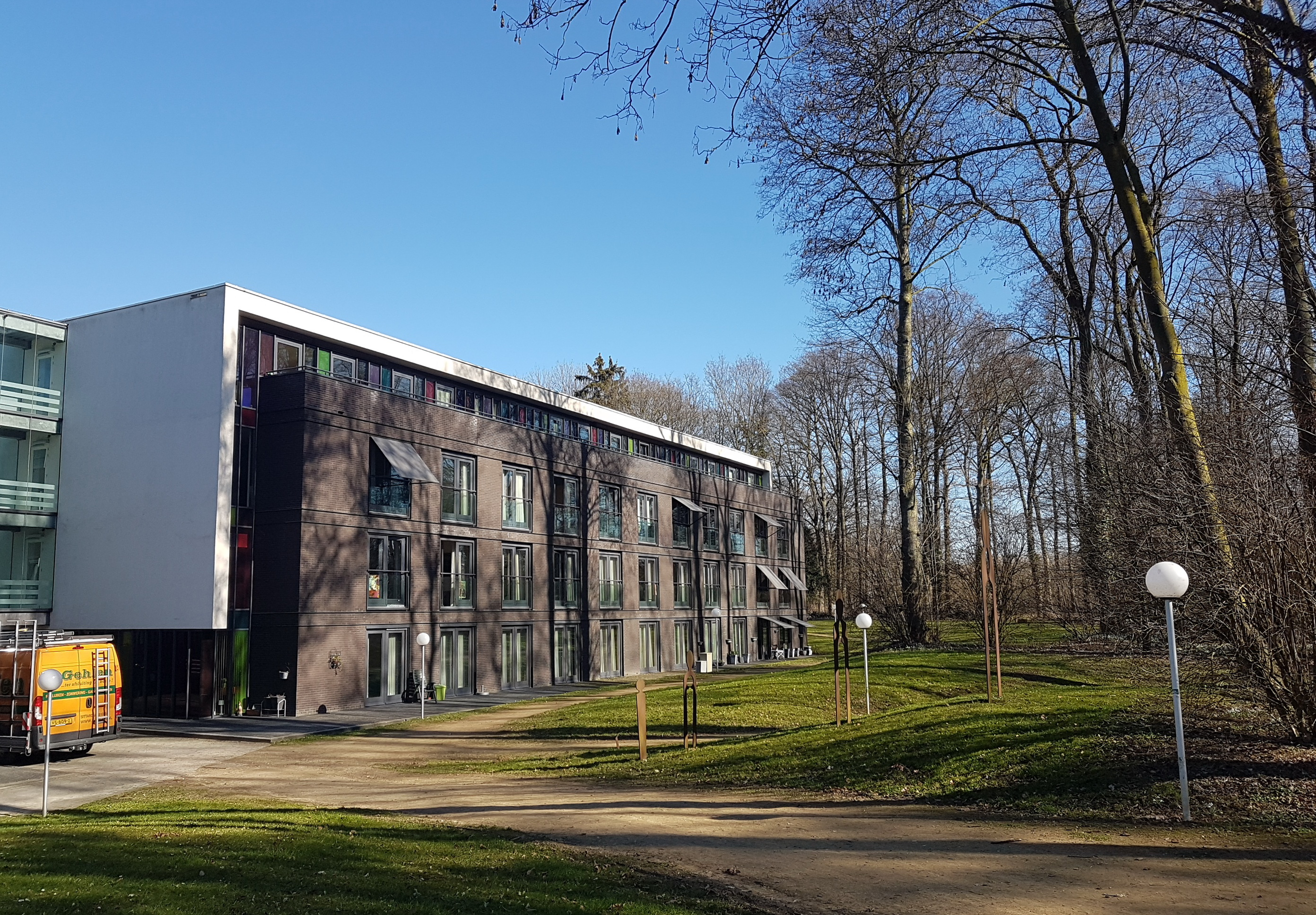
Croonenhoff, een van de 15 zorgcentra van Envida, gelegen in de kloostertuin van Klooster Opveld in Maastricht-Zuidoost

Envida is een welzijnsorganisatie, die actief is in enkele gemeenten in Nederlands Zuid-Limburg, en waarvan het hoofdkantoor gevestigd is in Maastricht. Envida richt zich grotendeels op ouderenzorg en heeft zorgcentra in Maastricht, Eijsden, Margraten, Gulpen, Meerssen, Bunde en Ulestraten. Ook is de wijkzorg een belangrijk onderdeel. Envida heeft ca. 4000 medewerkers en ca. 1000 vrijwilligers. Het bestuur en de stafdiensten houden kantoor in het Elisabethhuis in de Abtstraat in Maastricht.
Envida is op 1 januari 2014 ontstaan uit een fusie van Groenekruis Domicura en Vivre. Vivre is op zijn beurt voortgekomen uit het Burgerlijk Armbestuur van Maastricht (na 1997 Stichting BA genoemd, vanaf 2005 Vivre). Het Burgerlijk Armbestuur was in 1821 verantwoordelijk voor de oprichting van het voormalige Ziekenhuis Calvariënberg, het eerste algemene ziekenhuis in Maastricht.